# Aselliscus
Aselliscus là một chi động vật có vú trong họ Dơi nếp mũi, bộ Dơi. Chi này được Tate miêu tả năm 1941. Loài điển hình của chi này là Rhinolophus tricuspidatus Temminck, 1835.

## Các loài
Chi này gồm các loài: